# Tornolo
Tornolo – miejscowość i gmina we Włoszech, w regionie Emilia-Romania, w prowincji Parma.
Według danych na rok 2004 gminę zamieszkiwało 1290 osób, 18,7 os./km².